# تشرنملي
تشرنملي (بالإنجليزية: Črnomelj)‏ هي مدينة ومستوطنة تقع في سلوفينيا في Črnomelj Municipality.[بحاجة لمصدر] يقدر عدد سكانها بـ 5,765 نسمة ومساحتها 12.9 كم2 وترتفع عن سطح البحر 172 متر.

## معرض صور

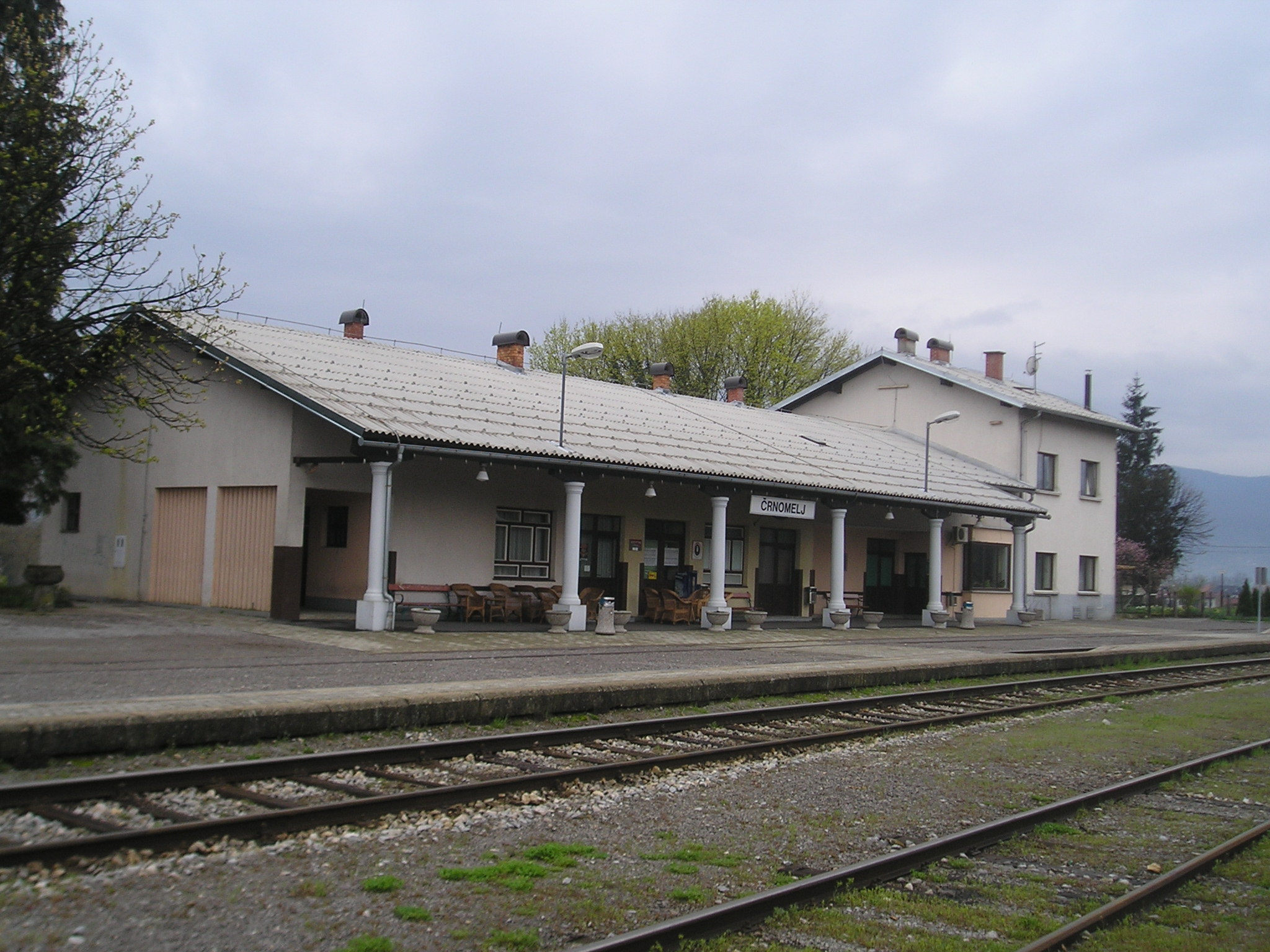
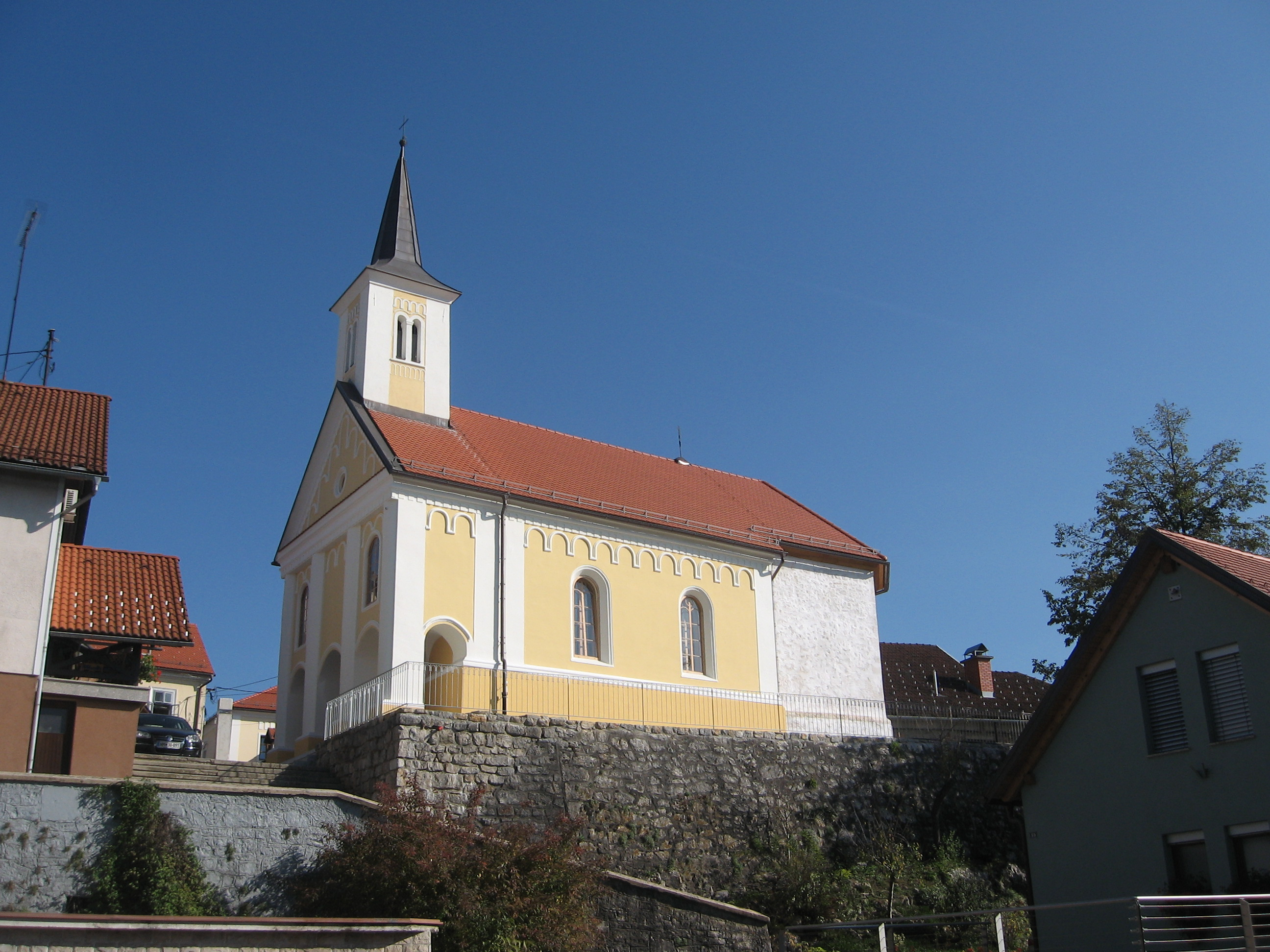
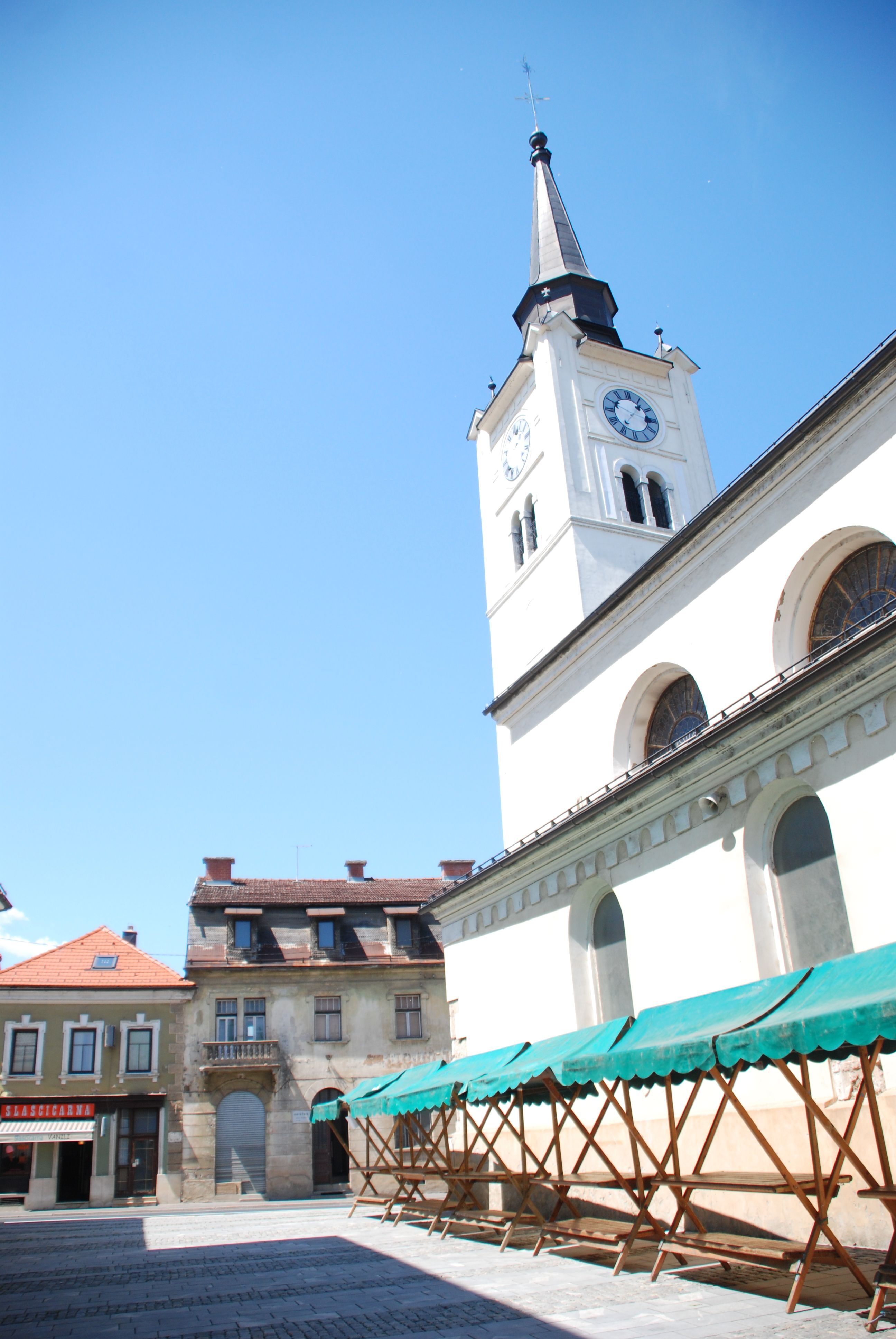
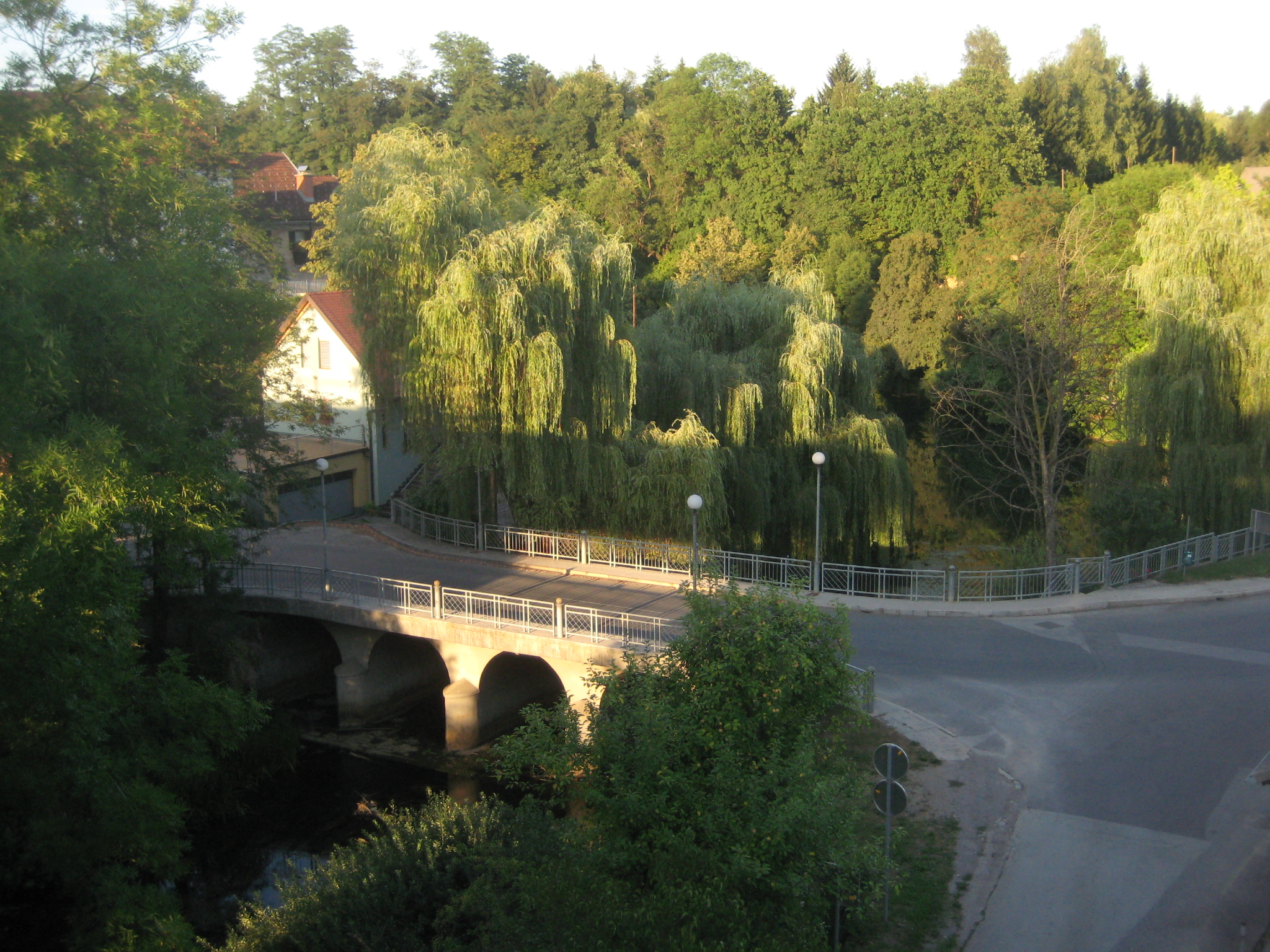

## أعلام
- ياسمين كورتيتش